# Defender (projekt)
Defender (kratica za Defending the European Energy Infrastructures, Critical Infrastructure Protection topic; Obramba evropske energetske infrastrukture, zaščita kritične infrastruktrue) je mednarodni projekt, ki je primarno financiran s strani Evropske komisije v okviru programa Obzorje 2020. Namen projekta, ki traja med letoma 2017 in 2020, je "identifikacija tveganj na kritični energetski infrastrukturi in storitvah, ki jih nudi, priprava informacijskega okolja za zgodnje prepoznavanje tveganj in ozaveščanje zaposlenih o ukrepih za njihovo zmanjševanje".
Projekt primarno financira Evropska komisija (6,79 milijona evrov od 8,8 milijona evrov), pri čemer v programu deluje 18 partnerjev iz devetih držav (Francija, Grčija, Italija, Izrael, Nemčija, Portugalska, Romunija, Slovenija in Združeno kraljestvo):
- Engineering Ingegneria Informatica (koordinator projekta),
- Thales,
- SingularLogic,
- SIEMENS,
- ELES,
- Engie,
- ASM Terni,
- BFP Group,
- Ministrstvo za notranje zadeve Italije,
- Dr Frucht Systems Ltd,
- Venaka Media Limited,
- PowerOps,
- Inštitut za korporativne varnostne študije Ljubljana,
- RWTH Univerza v Aachnu,
- e-Lex Law Firm,
- Technological Educational Institute,
- Inštitut Jožef Stefan in
- UNINOVA.[3]